# 蒟蒻
蒟蒻又名魔芋，天南星科魔芋屬，多年生宿根性塊莖草本植物。原產日本、臺灣、印度、斯里蘭卡、馬來半島、中國西南地區。除上述原產地外，亦分佈於越南、喜馬拉雅山地至泰國以及中国大陆的甘肅、寧夏至江南各省、陝西等地，近年來尤在四川、雲南、貴州一帶等大量生產。台灣的埔里、魚池、台東等地亦有生產，生長於海拔310米至2,200米的地區，多生長於林緣、疏林下以及溪谷兩旁濕潤地。

## 名稱
蒟蒻在中國古代又稱「妖芋」，自古就認為蒟蒻就有「去腸砂」（整腸）之效，是古書中记载的藥草之一。 日本稱為「蒟蒻」或「菎蒻」。又名蒻头（开宝本草）、鬼芋（图经本草）、花梗莲（江西新建）、虎掌（江西万年）、花伞把（江西定南）、蛇头根草（江西丰城）、花杆莲、麻芋子（陕西）、野魔芋、花杆南星、土南星（江西）、南星、天南星（广西河池）、花麻蛇（云南思茅）。

## 果實
漿果卵形，由上而下逐漸成熟，顏色由綠變紅再轉寶藍色。果期 8~9 月。

## 繁殖
蒟蒻是熱帶植物，因此當溫度低於20度或11月中旬後會開始冬眠，並產生膨大的塊莖。塊莖內含有葡甘聚醣與澱粉作為蒟蒻明年生長的養分，而蒟蒻繁殖都是等它冬眠後進行，分為4種。第一，塊莖繁殖。將蒟蒻塊莖以頂芽為中心切成數份，每份50-100克。待切口癒合即可作為種芋。第二，2年生以上的蒟蒻塊莖旁會長出芋鞭，將芋鞭切成5公分小段進行營養繁殖。第三，種子繁殖。蒟蒻經有性生殖產生的種子，在母體成熟前會將胚乳轉化成塊莖，具有休眠性。休眠期約為200-250天。需在隔年三月播種。第四，組織培養。利用塊莖組織或頂芽進行。能夠大量產生優質種苗。組織培養進行時要注意蒟蒻的癒傷組織容易褐變。

## 食用
蒟蒻芋本身具有大量的草酸，具有一定的毒性，不可直接生食，需要經過磨碎、水洗、添加碱性物质如氫氧化鈣并煮沸，如此加工後的蒟蒻方可食用。
其主要特色是含有豐富纖維素，但只有很少的熱量。因為是植物加工品，可算是素食，口感也特別，故頗受人們歡迎。其主要成份為葡萄糖及甘露糖鍵結的多醣類，屬於水溶性纖維的一種。因為人的消化系統沒有能力將其消化和吸收，因此能夠幫助腸胃的蠕動，在日本有「胃腸清道夫」之稱。因為吸水力很強，容易產生飽足感，也經常被作為減肥食品。
蒟蒻常被制作成為果凍類的食品。由於蒟蒻需要咀嚼成碎塊才可吞食，因此全球多個國家曾發生多宗幼童因進食蒟蒻而噎死的個案。

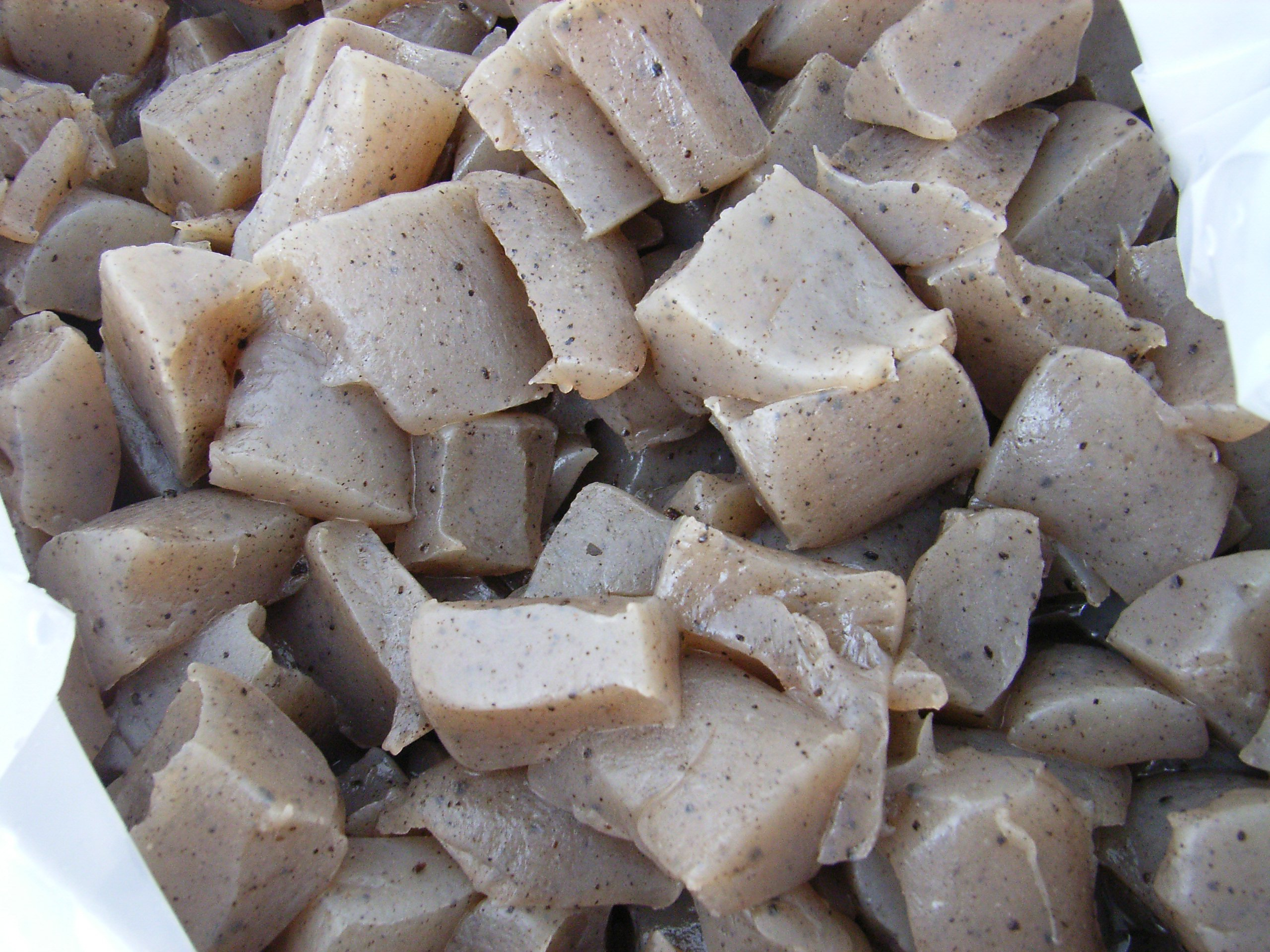
切小塊的蒟蒻
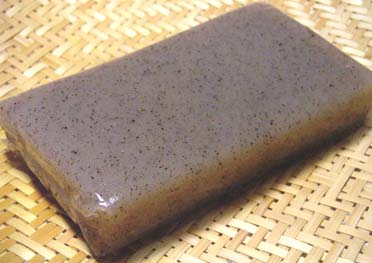
蒟蒻果冻
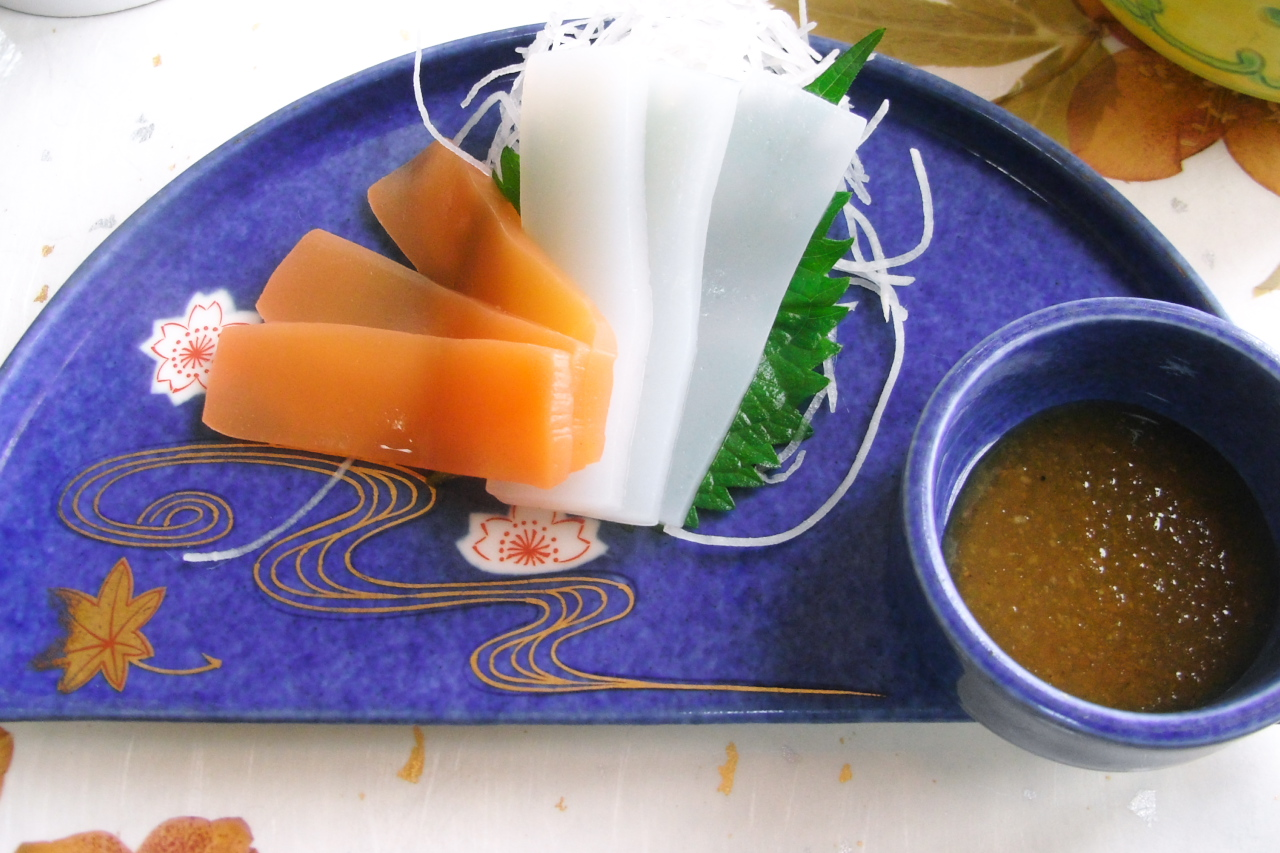
蒟蒻刺身

## 食品以外的用途
防水性高分子材料
耐用度雖不比橡膠或合成樹脂，但是在第二次世界大戰時期因為物資缺乏，再加上運輸方便以及當時橡膠取得不易等原因，而被廣泛使用作為防水材料。最早使用是在紙傘的防水層，甚至在軍事用途上被使用為氣球炸彈的素材，但現今皆改為多醣類高分子素材。
鬼屋道具
因為製造後有冰涼且近似肉身的觸感而被運用在鬼屋當中，但現今因為避免食物浪費的疑慮，多改用冰袋。
蒟蒻粉
把蒟蒻切碎之後加以曝曬脫水就可以製作出蒟蒻粉，易於保存。

## 延伸阅读
[在维基数据编辑]
 《欽定古今圖書集成·博物彙編·草木典·蒟蒻部》，出自陈梦雷《古今圖書集成》

## 外部連結
- Konnyaku: A Japanese Marvelous Traditional Health Food （页面存档备份，存于）